# Жигулин, Анатолий Сергеевич
Анатолий Сергеевич Жигулин (23 января 1946 — 21 января 2011) — советский государственный и партийный деятель.

## Биография

### Образование
Окончил Казахский сельскохозяйственный институт и Академию общественных наук при ЦК КПСС. С 1972 года — член КПСС.

### Трудовая деятельность
Работал главным экономистом, главным агрономом совхоза, заместителем председателя колхоза, главным агрономом, зам. начальника Талды-Курганского облсельхозуправления, Талды-Курганского областного агропромышленного комитета.
С ноября 1988 по май 1990 года — первый секретарь Талды-Курганского обкома КПСС, одновременно в январе — мае 1990 года был председателем Талды-Курганского областного Совета.
Народный депутат СССР (1989—1991).